# 나영균
나영균(羅英均, 1929년 1월 1일 ~ 생사불명)은 대한민국의 여성 영어영문학자 겸 번역문학가 및 대학 교수이자 교육인이다. 서양화가 나혜석의 친정 조카딸이다.

## 생애

### 주요 이력
본관(관향)은 나주(羅州)이며 국민정부 시대 중화민국 대륙 본토 만저우 지역 펑톈 성 펑톈에서 출생하였고 만주국 신징(1934~1937)과 일제 강점기 조선 경성부(1937~1945)에서 성장한 그녀는 1945년 8월 15일, 해방이 되고 나서부터 훗날 2년이 지나자 1947년 3월, 경기여고를 졸업하고 이화여전의 후신이자 이화여대의 전신인 경성여자전문학교 재학 중에 서울대학교 사범대학(교육학과)에 다시 전입학하지만 얼마 후 1948년 3월, 4년제 대학으로 승격한 이화여대로 돌아와 1951년 2월 당시, 학사 취득한 후에 이화여자대학교 대학원을 나왔다.
학창 시절에는 윤천주(훗날의 정치학자·법학 교육인 겸 대학 교수)와, 김종필(훗날의 군인 겸 정치가)과, 윤일주(훗날의 시인 겸 건축학자)와, 정진우(훗날의 서양 고전 클래식 음악 피아노 연주자 겸 대학 교수)와, 김복희(훗날의 소프라노 성악가 겸 서양 고전 클래식 음악 피아니스트)와도 모종의 교분 및 친분 등이 두터웠으며 이화여대 4학년 시절이던 1950년 8월 1일, 전민제(훗날에 화학공학자 겸 대학 교수 활약)와 결혼을 하여 그와의 사이에서 1남 3녀를 두었다.

### 학력
- 1941년 3월 - 혜화소학교 졸업
- 1947년 3월 - 경기여학교 졸업
- 1947년 8월 - 경성여자전문학교 1학년 1학기 전퇴
- 1948년 3월 - 서울대학교 사범대학 교육학과 1학년 2학기 수료 및 전퇴
- 1951년 2월 - 이화여자대학교 영어영문학과 학사
- 1953년 2월 - 이화여자대학교 대학원 영어영문학과 문학석사
- 1975년 8월 - 이화여자대학교 대학원 영어영문학과 문학박사

### 주요 경력
- 1953년 3월 - 서울여자상업고등학교 영어 강사(1954년 3월 퇴임)
- 1954년 3월 - 경기여자고등학교 영어 강사(1954년 9월 퇴임)
- 1954년 9월 - 이화여자대학교 전임강사(1955년 3월 퇴임)
- 1955년 3월 - 숙명여자대학교 강사(1955년 9월 퇴임)
- 1959년 3월 - 이화여자대학교 교수
- 1962년 - 번역문학가 등단
- 1964년 - 서예가 입문
- 1965년 - 수묵화가 입문
- 1967년 - 문학평론가 등단
- 1970년 - 미술평론가 등단
- 1983년 - 한국영어영문학회 부회장(1985년 퇴임)
- 1984년 - 셰익스피어학회 이사장(1992년 퇴임)
- 1992년 - 한국현대소설학회 회장(1995년 퇴임)
- 1993년 - 한국영어영문학회 회장(1995년 퇴임)
- 1994년 3월 - 이화여자대학교 영어영문학과 명예교수
- 1994년 3월 - 전 인터내셔널 이사장(2003년 3월 퇴임)

#### 1994년 3월 이대 영문과 명예교수 이후 전력
- 1994년 3월 - 서울여자대학교 영어영문학과 객원교수(1994년 9월 퇴임)
- 1994년 9월 - 경기대학교 영어영문학과 객원교수(1995년 3월 퇴임)
- 1995년 3월 - 한국외국어대학교 영어학과 객원교수(1995년 9월 퇴임)
- 1995년 9월 - 연세대학교 영어교육학과 객원교수(1996년 3월 퇴임)
- 1996년 3월 - 서울대학교 영어교육학과 객원교수(1996년 9월 퇴임)
- 1996년 9월 - 고려대학교 영어교육학과 객원교수(1997년 3월 퇴임)
- 1997년 3월 - 숙명여자대학교 영어영문학과 객원교수(1997년 9월 퇴임)
- 1997년 9월 - 한양대학교 영어영문학과 객원교수(1998년 3월 퇴임)
- 1998년 3월 - 동덕여자대학교 영어영문학과 객원교수(1998년 9월 퇴임)
- 1998년 9월 - 동국대학교 영어영문학과 객원교수(1999년 3월 퇴임)
- 2000년 9월 - 수원대학교 영어영문학과 객원교수(2001년 3월 퇴임)
- 2001년 3월 - 인하대학교 영어교육학과 객원교수(2001년 9월 퇴임)
- 2006년 3월 - 순천향대학교 영어영문학과 객원교수(2006년 9월 퇴임)
- 2006년 9월 - 한세대학교 영어학과 객원교수(2007년 3월 퇴임)

## 작품

### 번역작
- 《댈러웨이 부인》(정음사, 1962년)
- 《더블린 사람들》(정음사, 1962년)
- 《어둠의 속》(정음사, 1962년)